# Acaena
Acaena là một chi thực vật có hoa trong họ Hoa hồng.

## Các loài
| - Acaena adscendens - Acaena anserinifolia - Acaena argentea - Acaena buchananii - Acaena caesiiglauca - Acaena dumicola Macmillan, 1985 (đảo South của New Zealand) - Acaena echinata Nees - Sheep's Burr - Acaena emittens Macmillan, 1989 (đảo North of New Zealand) - Acaena exigua A.Gray - Liliwai (Hawaiʻi) - Acaena fissistipula*Acaena glabra - Acaena inermis - Acaena juvenca Macmillan, 1989 (New Zealand) - Acaena laevigata - Acaena lucida - Acaena magellanica - Acaena microphylla | - Acaena minor - Acaena myriophylla - Acaena novae-zelandiae Kirk - Bidibid (New Zealand) - Acaena ovalifolia - Acaena ovina - Acaena pallida (Kirk) Allen - Sand bidibid - Acaena pinnatifida Ruiz & Pav. - Sheepburr - Acaena platyacantha - Acaena pumila - Acaena rorida Macmillan, 1991 (Đảo Bắc của New Zealand) - Acaena saccaticupula - Acaena sanguisorbae - Acaena sericea - Acaena splendens - Acaena tesca Macmillan, 1991 (Đảo Nam của New Zealand) - Acaena trifida |

## Loài xâm lấn
Một số loài được du nhập một cách tình cờ từ những khu vực khác, chúng dính trên lông cừu, và trở thành loài xâm lấn. Acaena novae-zelandiae, là một loài có mặt ở New Zealand, là loài thường gặp nhất ở vương quốc Anh, ở những nơi này chúng mọc rất nhiều ven bờ biển và trên các đụn cát, chúng lấn át thực vật bản địa và tạo ra những phiền toái do gai của chúng. Ở California, A. pallida, A. novae-zelandiae và A. anserinifolia được xếp vào nhóm cỏ dại có ảnh hưởng nghiêm trọng.

## Hình ảnh

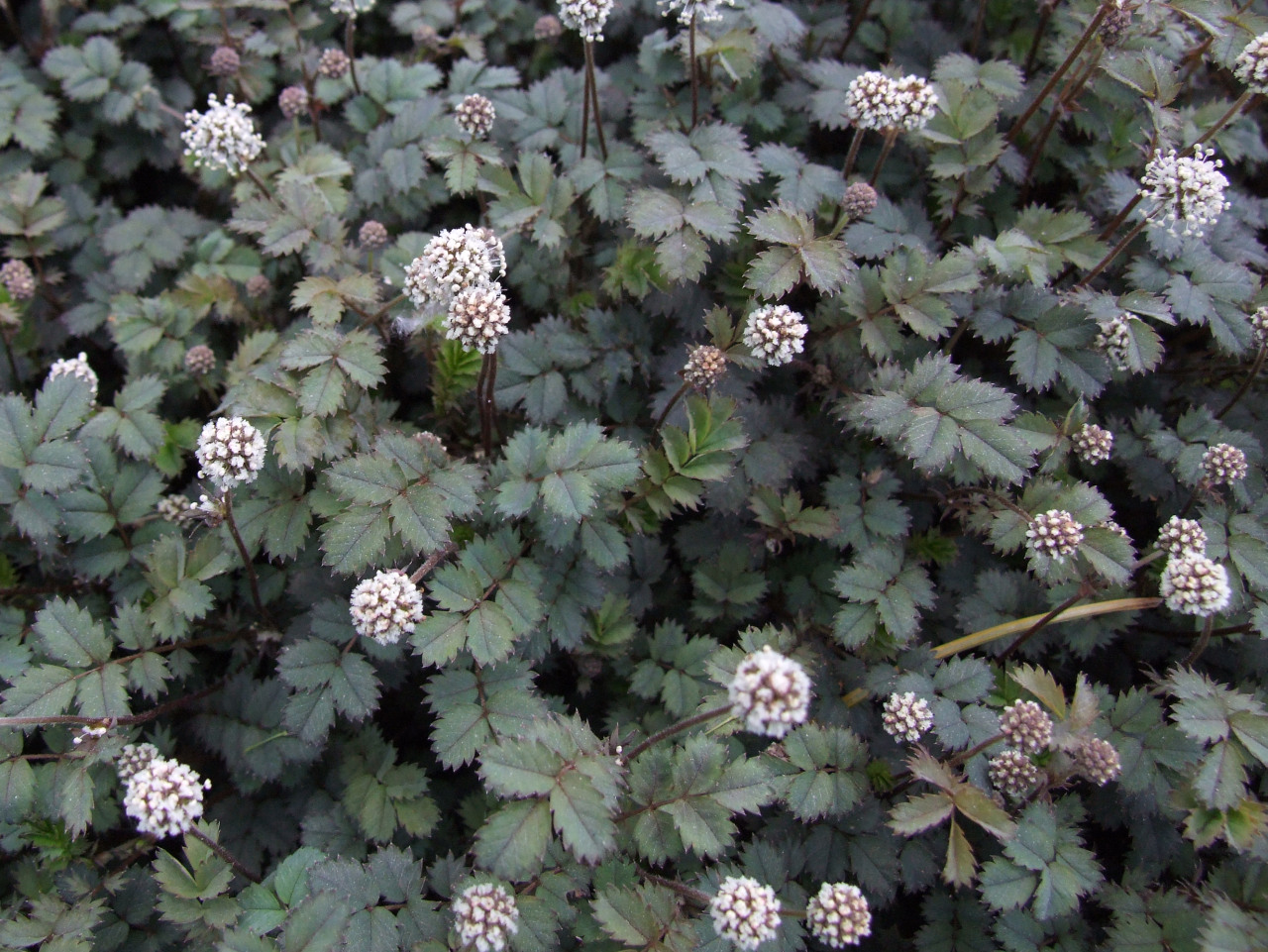
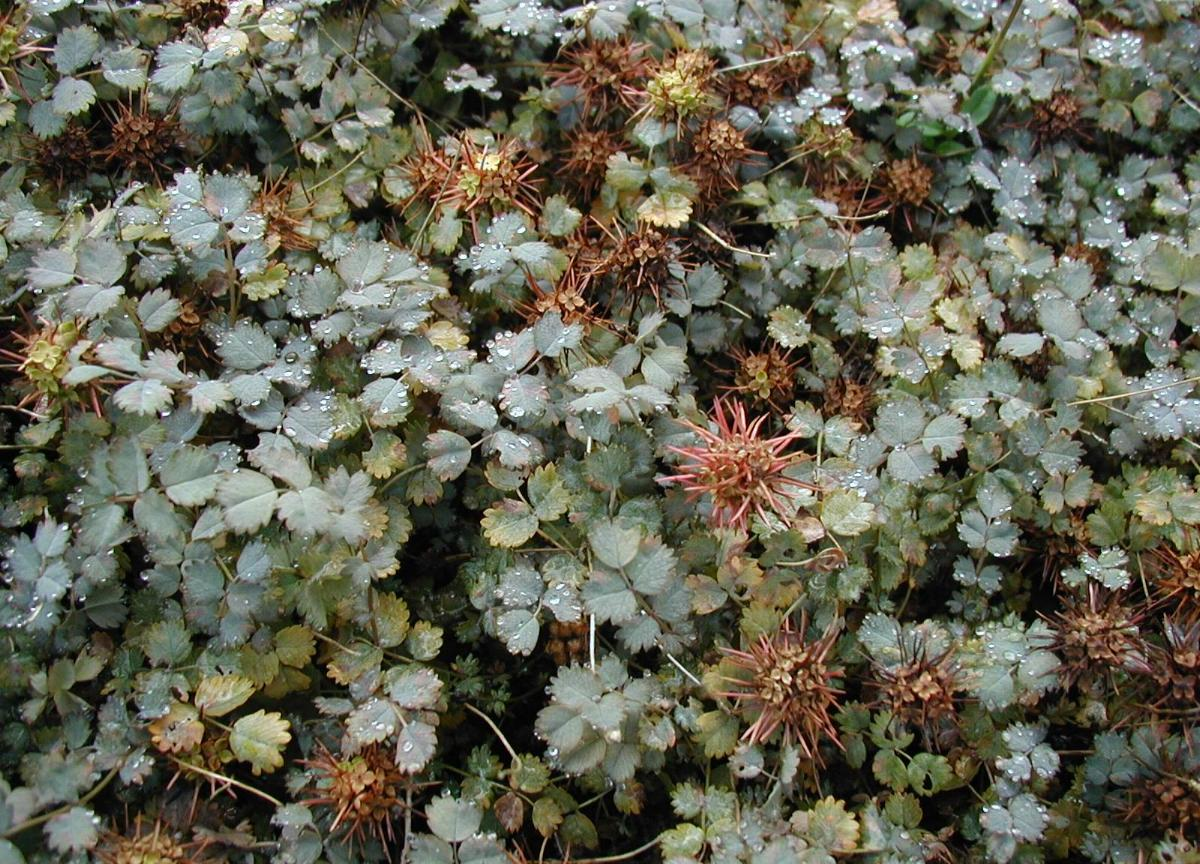
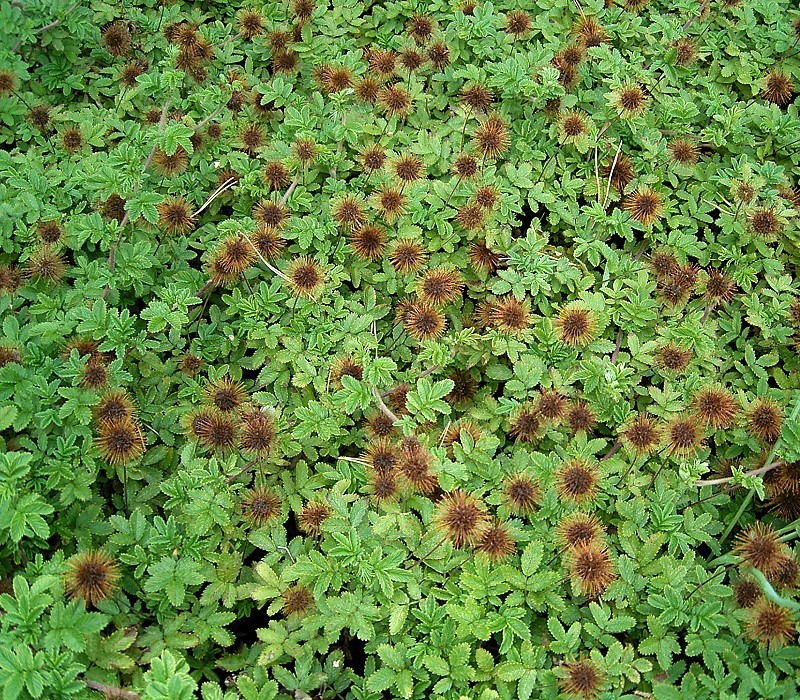
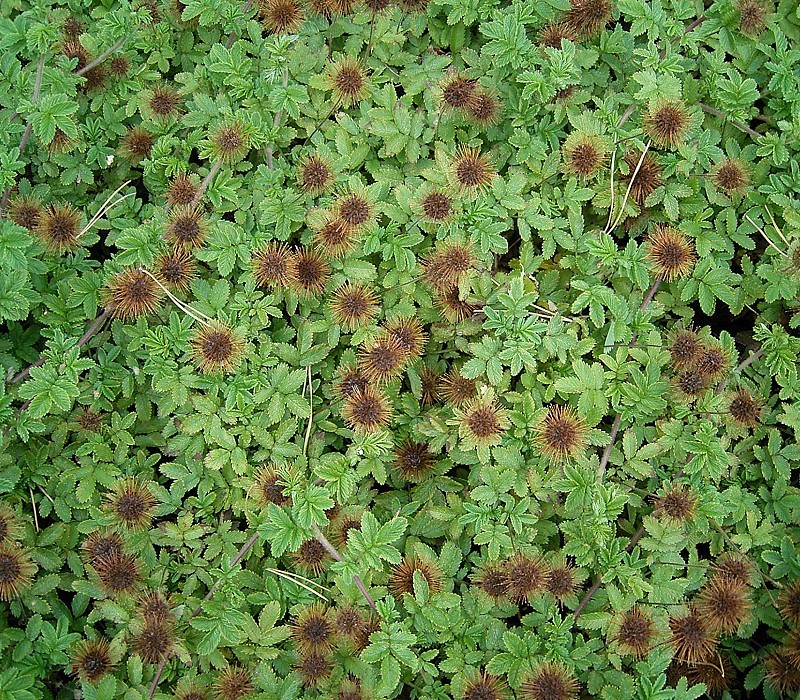
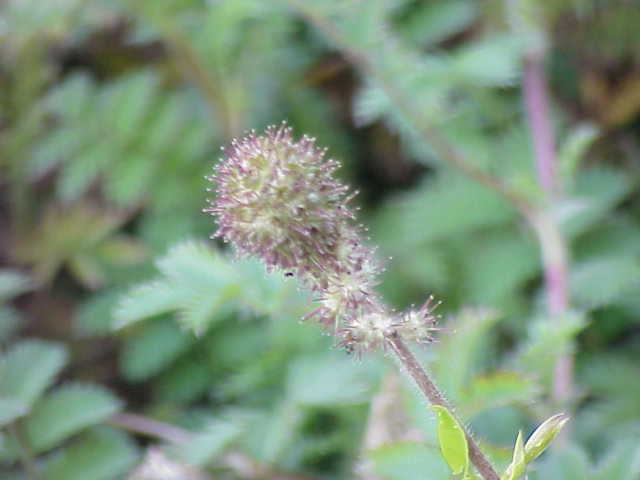
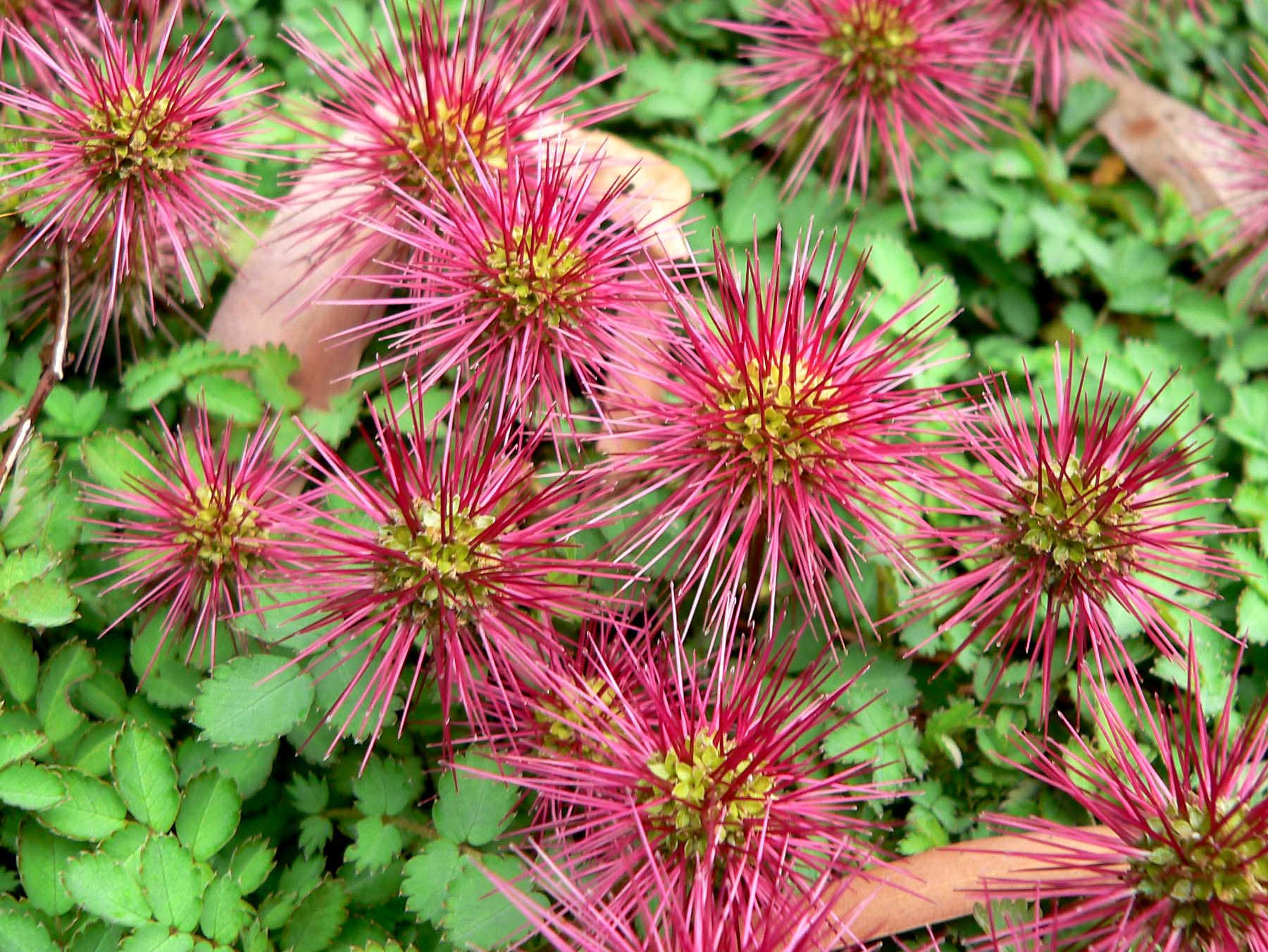